# NGC 1964
NGC 1964是位於天兔座的棒旋星系，距離地球約6500萬光年。該星系盤面直徑約10萬光年，並且中心的超重黑洞質量約為2.5 × 107 M☉。NGC 1964有兩個位於高表面亮度的盤面內的緊密纏繞的內側旋臂，另有兩個發源自內側環結構附近，結構較鬆散的外側旋臂。而外側旋臂有少許小範圍的H II區存在。
NGC 1964是NGC 1964星系群的主要成員星系，該星系群還包含了NGC 1979、IC 2130和IC 2137。

## 外部連結
- WikiSky上关于NGC 1964的内容：DSS2, SDSS, GALEX, IRAS, 氢α, X射线, 天文照片, 天图, 文章和图片